# Alpinia roxburghii
Alpinia roxburghii är en enhjärtbladig växtart som beskrevs av Robert Sweet. Alpinia roxburghii ingår i släktet Alpinia och familjen Zingiberaceae. Inga underarter finns listade i Catalogue of Life.

## Bildgalleri

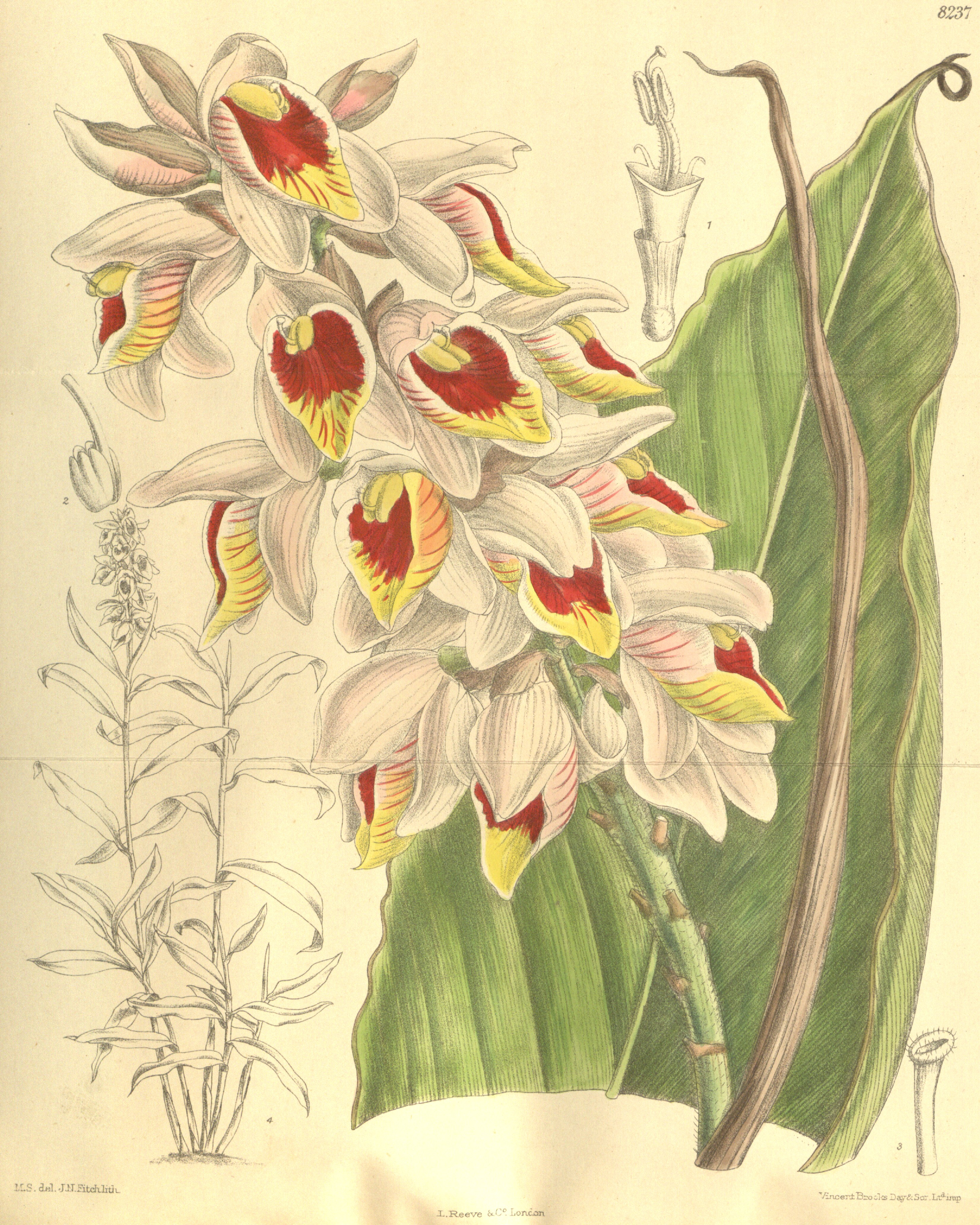